# Nuno Frechaut
Nuno Miguel Frechaut Barreto (Lisboa, 24 de septiembre de 1977) es un exfutbolista portugués, de ascendencia mozambiqueña, que se desempeñaba como defensa o centrocampista.

## Clubes
| Club                     | País     | Año         | Partidos | Goles |
| Vitória Setúbal          | Portugal | 1996 - 2000 | 75       | 2     |
| Boavista FC              | Portugal | 2000 - 2004 | 84       | 6     |
| FC Dinamo Moscú          | Rusia    | 2005        | 15       | 1     |
| SC Braga                 | Portugal | 2006 - 2009 | 76       | 4     |
| FC Metz                  | Francia  | 2009 - 2011 | 39       | 0     |
| Associação Naval 1º Maio | Portugal | 2011 -      |          |       |

- Datos: Q949015